# Metalibitia paraguayensis
Metalibitia paraguayensis is een hooiwagen uit de familie Cosmetidae.